# Forta
Forta is een Belgisch historisch merk van motorfietsen.
Forta was een fietsenfabriek die in 1931 en 1932 bromfietsen met een 98cc-Sachs-tweetaktmotor met twee versnellingen produceerde.